# Вайсенбургски договор
Вайсенбургският мирен договор (на немски: Vertrag von Weißenburg или Weißenburger Vertrag) обявява ерцхерцога и бъдещ император на Свещената Римска империя Фердинанд I за крал на Кралство Унгария и Трансилвания. Подписан е във Вайсенбург (на румънски: Alba Iulia, дн. Алба Юлия) на 19 юли 1551 г. Територията, предадена под властта на Фердинанд, е управлявана преди това от вдовицата на Ян Заполски - Изабела Ягелонка.